# 江戶川站
江戶川站（日语：／ Edogawa eki */?）是位於日本東京都江戶川區北小岩三丁目，屬於京成電鐵本線的鐵路車站。車站編號是KS12。

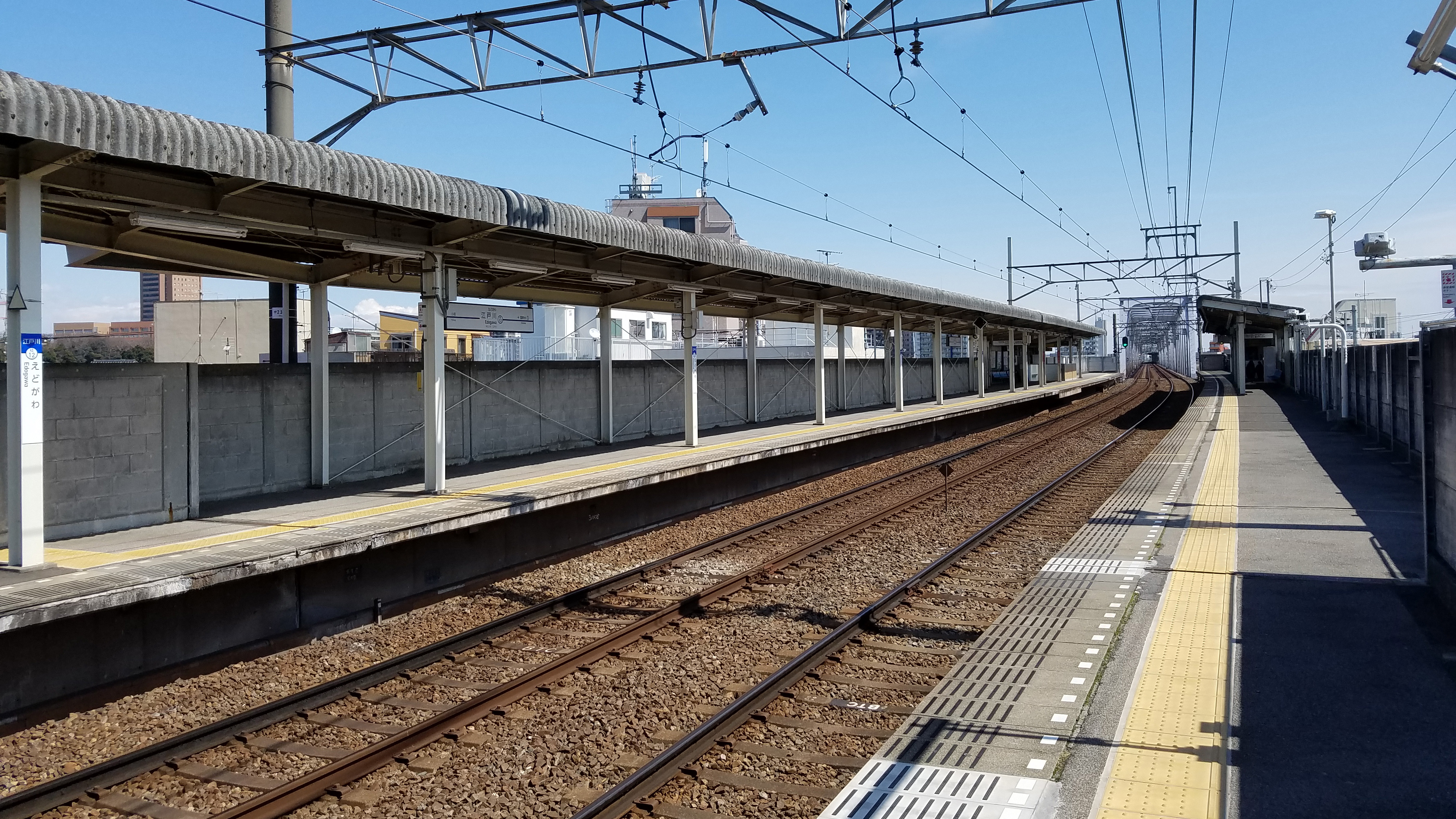
月台（2017年3月）

## 年表
- 1912年（大正元年）11月3日 - 車站啟用，當時為京成本線終點站。最初以江戶時代村名命名為伊予田站，之後更名為市川站。
- 1914年（大正3年）8月30日 - 車站改稱江戶川站。

## 車站構造
本站是相對式月台2面2線高架車站（京成高砂站管理）,且緊鄰江戶川堤防，從月台可見江戶川對岸的國府台站。1986年9月14日都營地下鐵新宿線篠崎站啟用以前，本站是東京都最東端的車站。
| 月台 | 路線     | 方向 | 目的地                                     |
| ---- | -------- | ---- | ------------------------------------------ |
| 1    | 京成本線 | 下行 | 日暮里、上野、押上、 淺草線、 京急本線方向 |
| 2    | 京成本線 | 上行 | 船橋、成田機場、千葉方向                   |

## 使用情況
2017年度1日平均上下車人次為5,800人，京成線全部69個車站當中排行第49位。
近年1日平均上下、上車人次推移如下表。
| 年度               | 1日平均 上下車人次 | 1日平均 上車人次 | 來源     |
| ------------------ | ------------------ | ---------------- | -------- |
| 1990年（平成02年） |                    | 2,882            | [ * 1 ]  |
| 1991年（平成03年） |                    | 2,984            | [ * 2 ]  |
| 1992年（平成04年） |                    | 2,951            | [ * 3 ]  |
| 1993年（平成05年） |                    | 2,964            | [ * 4 ]  |
| 1994年（平成06年） |                    | 3,011            | [ * 5 ]  |
| 1995年（平成07年） |                    | 3,172            | [ * 6 ]  |
| 1996年（平成08年） |                    | 3,205            | [ * 7 ]  |
| 1997年（平成09年） |                    | 3,016            | [ * 8 ]  |
| 1998年（平成10年） |                    | 2,792            | [ * 9 ]  |
| 1999年（平成11年） |                    | 2,738            | [ * 10 ] |
| 2000年（平成12年） |                    | 2,707            | [ * 11 ] |
| 2001年（平成13年） |                    | 2,660            | [ * 12 ] |
| 2002年（平成14年） | 5,293              | 2,586            | [ * 13 ] |
| 2003年（平成15年） | 5,325              | 2,642            | [ * 14 ] |
| 2004年（平成16年） | 5,203              | 2,633            | [ * 15 ] |
| 2005年（平成17年） | 5,317              | 2,693            | [ * 16 ] |
| 2006年（平成18年） | 5,356              | 2,721            | [ * 17 ] |
| 2007年（平成19年） | 5,409              | 2,732            | [ * 18 ] |
| 2008年（平成20年） | 5,503              | 2,778            | [ * 19 ] |
| 2009年（平成21年） | 5,515              | 2,784            | [ * 20 ] |
| 2010年（平成22年） | 5,485              | 2,762            | [ * 21 ] |
| 2011年（平成23年） | 5,215              | 2,617            | [ * 22 ] |
| 2012年（平成24年） | 5,294              | 2,666            | [ * 23 ] |
| 2013年（平成25年） | 5,388              | 2,710            | [ * 24 ] |
| 2014年（平成26年） | 5,203              | 2,618            | [ * 25 ] |
| 2015年（平成27年） | 5,348              | 2,697            | [ * 26 ] |
| 2016年（平成28年） | 5,584              | 2,814            | [ * 27 ] |
| 2017年（平成29年） | 5,800              |                  |          |

## 車站周邊
- LIVRE京成（日语：京成ストア）
- 小岩都市廣場
- 宝林寺
- 北小岩三郵便局
- 小岩綠地
  - 小岩菖蒲園
- 江戶川
- 江戶川女子中學校、高等學校（日语：江戸川女子中学校・高等学校）

### 巴士路線
最近的巴士站是「一里塚」與「江戶川站通」。

#### 一里塚
- 小72：往小岩站（京成）

- 小72：經北篠崎、篠崎站、上鎌田、今井往一之江站（京成）
- 小72：經北篠崎、篠崎站、上鎌田往瑞江站（京成）
- 小72：經北篠崎、新道口往江戶川運動島（日语：江戸川スポーツランド）（京成）

#### 江戶川站通
- 新小52：經小岩站北口、立石站通、四木站往新小岩站東北廣場（京成Town）
- 新小52：往市川站（京成Town）

## 相鄰車站
京成電鐵
 本線
■快速特急、■特急、■通勤特急、■快速
通過
■普通
京成小岩（KS11）－江戶川（KS12）－國府台（KS13）

## 外部連結
- 江戶川｜電車與車站資訊｜京成電鐵
- 江戶川站PDF - 京成電鐵